# Oedaleops
Oedaleops es un género extinto de la familia Eothyrididae. Estaba estrechamente relacionado con Eothyris. Como los pertenecientes al género Eothyris, era probablemente un insectívoro.

## Descubrimiento y especies
Fragmentos del cráneo de tres individuos y algunas partes de los miembros fueron hallados en la formación Abo Cutter en Nuevo México. Todos los restos pertenecían a la única especie conocida Oedaleops campi. Los fósiles datan de la época Sakmariense del Pérmico Temprano.